# Татьяновский Кордон
Татьяновский Кордон — населённый пункт в Марьяновском районе Омской области России. Входит в состав Пикетинского сельского поселения.

## История
В соответствии с Законом Омской области от 30 июля 2004 года № 548-ОЗ «О границах и статусе муниципальных образований Омской области» Татьяновский Кордон вошёл в состав образованного муниципального образования «Пикетинское сельское поселение».

## География
Находится на юго-западе центральной части региона, в лесостепи, в пределах Ишимской равнины, являющейся частью Западно-Сибирской равнины.

## Население
| 2010 |
| ---- |
| 3    |

## Инфраструктура
Лесное хозяйство.

## Транспорт
Выезд на федеральную трассу Р254 «Иртыш». Остановка «Татьяновка»